# Pieter Mertens
Ne doit pas être confondu avec Peter Mertens.
Pieter Mertens (né le 28 août 1980 à Lommel) est un coureur cycliste belge. Professionnel de 2004 à 2007, il a mis fin à sa carrière après que Predictor-Lotto n'a pas renouvelé son contrat, envisageant de reprendre ses études de médecine.

## Palmarès
- 2002
  - Tour de Namur
- 2003
  - 4e étape de la Flèche du Sud
  - 2e de la Flèche du Sud
  - 3e du Zesbergenprijs Harelbeke
- 2005
  - 4ea étape du Tour de Rhénanie-Palatinat

## Résultats sur les grands tours

### Tour d'Espagne
- 2006 : 75e.

## Classements mondiaux
| Année           | 2005 |
| --------------- | ---- |
| UCI Europe Tour | 405e |